# Júlio Rocha

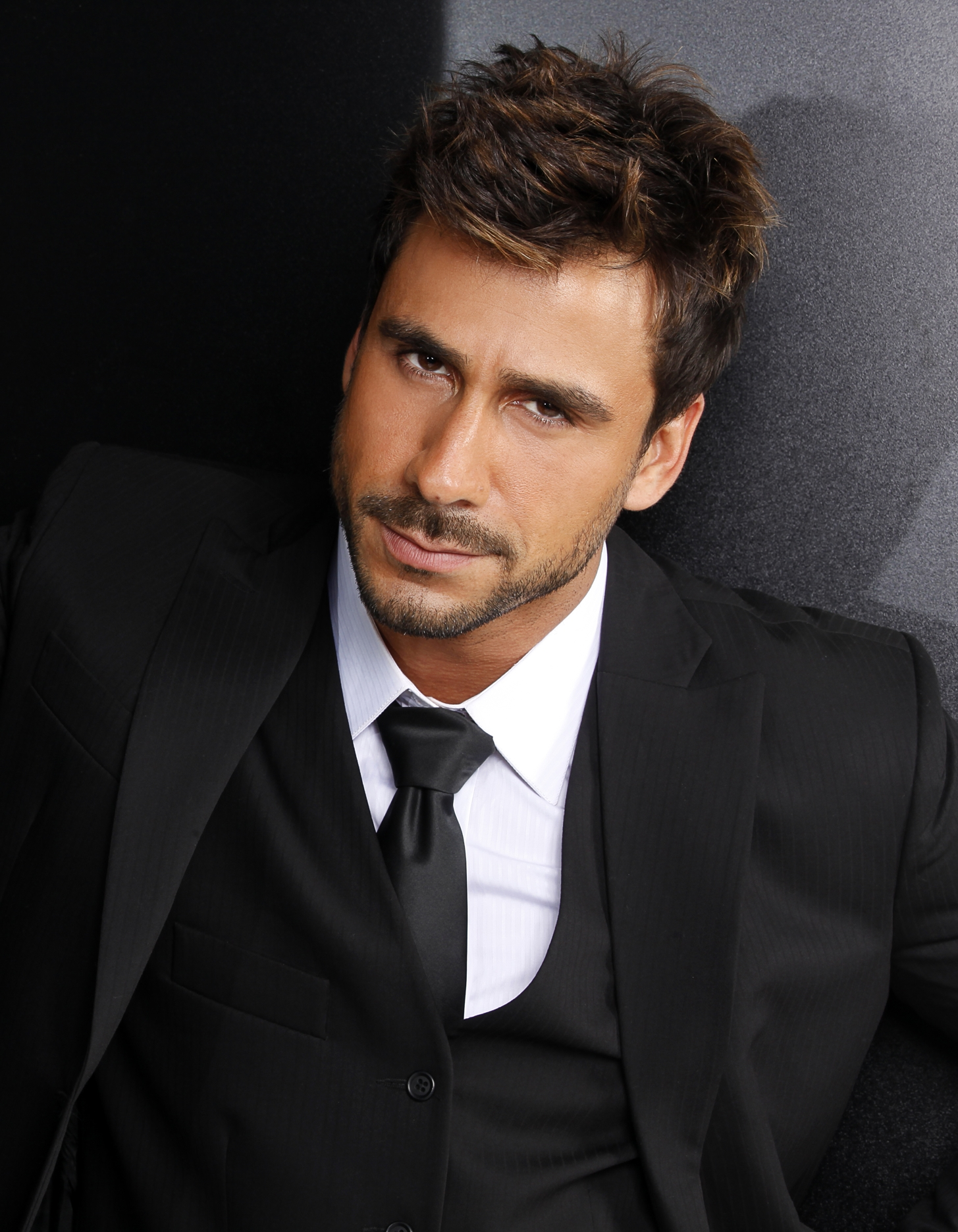
Júlio Rocha

Júlio Cesar Rocha da Costa Porto (* 22. Oktober 1979 in São Paulo) ist ein brasilianischer Schauspieler.

## Leben
Rocha studierte an der Teatro-Escola Célia Helena, nahm Unterricht an der Faculdade Anhembi Morumbi, studierte an der Escola de Atores Wolf Maya in São Paulo und an der New York Film Academy. Seine Laufbahn als Schauspieler begann er im Alter von 15 Jahren mit einer Rolle in Bailei na Curva. Seither war er auf der Bühne in Nossa vida em família, O caso dos dez negrinhos, Queda e ascensão da cidade de Mahagony, Patty Diphusa de Pedro Almodovar und in dem preisgekrönten Stück Cuidado, garoto apaixonado zu sehen.
Im Fernsehen verkörperte er die Rolle des João Batista in der Telenovela Duas Caras und seit 2011 den mysteriösen Enzo in Fina Estampa.

## Filmografie

### Fernsehen
- 1999: Louca Paixão
- 2001: Porto dos Milagres
- 2004: A Diarista
- 2006: Bang Bang (Telenovela)
- 2006: Belíssima
- 2007: Paraíso Tropical
- 2007: Pé na Jaca
- 2007: Duas Caras
- 2008: Casos e Acasos
- 2008: Guerra e Paz
- 2008: Faça Sua História
- 2009: Geral.com
- 2009: Caras & Bocas
- 2010: Companhia das Manhãs
- 2010: Episódio Especial
- 2011: Fina Estampa
- 2012: Dança dos Famosos 9
- 2013: Amor à Vida

### Film
- 2011: Eu odeio o Orkut ... Giácomo